# Vempire or Dark Faerytales in Phallustein
Vempire or Dark Faerytales in Phallustein (с англ. «Вамперия или мрачные сказки в Фаллосштейне») — мини-альбом английской симфо-блэк-метал-группы Cradle of Filth, вышедший 22 апреля 1996 года

## Об альбоме
Название альбома построено на игре слов: «Vempire» можно прочитать как «вампир» или как «В-империя» (или, пользуясь римскими цифрами, «5-я империя»). «Phallustein» — смесь слов «фаллос» (пенис), «Палестина» и окончания «штейн» (как, например, в «Франкенштейн»).
Это второй и последний альбом группы на Cacophonous Records, он был поспешно записан как контрактное обязательство перед уходом на Music for Nations
Начало «Queen of winter, throned» — это измененная версия песни «A Dream of Wolves in the Snow» с первого альбома The Principle of Evil Made Flesh

## Список композиций
1. Ebony Dressed for Sunset — 02:45
2. The Forest Whispers My Name — 04:42
3. Queen of Winter, Throned — 10:27
4. Nocturnal Supremacy — 05:53
5. She Mourns a Lengthening Shadow — 03:43
6. The Rape and Ruin of Angels (Hosannas in Extremis) — 08:52

## Участники записи
- Дэни Филт — вокал
- Стюарт Анстис — гитара
- Джаред Деметер — гитара
- Робин "Грэйвз" Иглстоун[англ.] — бас
- Дэмиен Грэгори — клавиши
- Николас Баркер — ударные
- Сара Джезебел Дэва — вокал
- Дэниэлла Снежна Коттингтон — вокал